# بروميليا أذينية
بروميليا أذينية (الاسم العلمي: Bromelia auriculata) هو نوع نباتي يتبع جنس البروميليا من فصيلة البروميلية.